# 丝叶小苦荬
丝叶小苦荬（学名：Ixeridium graminifolium）为菊科小苦荬属下的一个种。

## 外部連結
- 維基物種上的相關：丝叶小苦荬